# Тачира
Та́чира (ісп. Táchira) — один із 23 штатів Венесуели. Назва штату походить від «tachure», назви рослини (Jatropa gossypifolia) мовою чибча. Адміністративний центр штату — місто Сан-Кристобаль.

## Географія
Штат розташований на південному заході Венесуели, на кордоні з Колумбією. Територія штату розміщується у південній частині гірської системи Кордильєра-де-Мерида. Клімат — субекваторіальний.

## Економіка
Головним джерелом прибутків є тваринництво, рибальство й сільське господарство. Вирощуються, насамперед, часник, банани (Cambur — маленький солодкий сорт, і Plátano), цукрова тростина, квасоля, цибуля, картопля й томати.
Є корисні копалини, такі як кам'яне вугілля, мідь, фосфор та уран.

## Відомі уродженці
Уродженцями штату є багато президентів країни.
- Чипріано Кастро
- Хуан Вісенте Гомес
- Елеасар Лопес Контрерас
- Ісайас Медіна Ангаріта
- Маркос Перес Хіменес
- Карлос Андрес Перес
- Томас Рінкон

## Спорт
Щороку в Тачирі відбуваються Vuelta al Táchira — велоперегони, що складаються з 8 етапів.